# بوليبو
بوليبو هو خادم وكيل خفيف الوزن للتخزين المؤقت وإعادة التوجيه له مجموعة واسعة من الاستخدامات، من المساعدة على الأمن عن طريق تصفية حركة المرور على الإنترنت؛ إلى التخزين المؤقت على الويب، وDNS وغيرها من عمليات البحث على شبكة الكمبيوتر لمجموعة من الأشخاص الذين يشاركون موارد الشبكة؛ لتسريع خادم ويب عن طريق التخزين المؤقت للطلبات المتكررة. يمكن تعيينه لاستخدام ذاكرة التخزين المؤقت على القرص وتقديم المحتوى المخزن مؤقتًا عند عدم الاتصال وإجراء أنواع مختلفة من تصفية المحتوى.
بوليبو هو برمجية حرة مُرخصة تحت رخصة إم أي تي.